# Dubai Knowledge Village

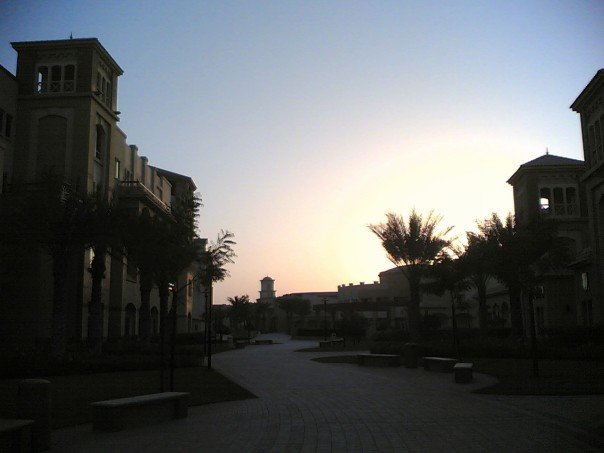
Bên trong Dubai Knowledge Park buổi hoàng hôn.

Dubai Knowledge Park là một khu quản lý nhân sự, khu học tập chuyên nghiệp và giáo dục miễn phí tại thành phố Dubai được thành lập vào năm 2003, Các Tiểu vương quốc Ả Rập thống nhất, cung cấp cơ sở vật chất cho các cơ sở đào tạo và học tập. Nó hoạt động với 100% vốn nước ngoài. Có hơn 400 công ty và tổ chức hoạt động trong đó, bao gồm các nhà cung cấp đánh giá và kiểm tra nghề nghiệp, các trường đại học, các nhà cung cấp đào tạo máy tính, các trung tâm chuyên nghiệp, các nhà cung cấp phát triển điều hành và các công ty tư vấn nhân sự. Nó thuộc sở hữu của công ty con TECOM Investments của Dubai Holding. Nó nằm ở quận Al Sufouh 2.
Trong năm 2007, TECOM Investments đã thành lập một cơ sở riêng biệt, Dubai International Academic City, nơi tất cả các cơ sở giáo dục đại học từ Dubai Knowledge Park sẽ được chuyển đến.

Dubai Knowledge Park trước đây được biết đến là Dubai Knowledge Village.

## Đối tác và tổ chức thành viên
- Đại học bang Michigan[4]
- Đại học Wollongong ở Dubai